# Mega (canal de televisión de Chile)
Mega es una cadena de televisión abierta chilena propiedad de Mega Media, una empresa del holding Bethia. Inició sus transmisiones el 23 de octubre de 1990 como la primera red de televisión privada del país en el canal 9 de Santiago, reemplazando a la Señal 2 de Televisión Nacional de Chile. La estación es miembro de la Asociación Nacional de Televisión y de la Organización de Telecomunicaciones de Iberoamérica. 
Fundada originalmente como Red Televisiva Megavisión S.A, fue controlada desde su fundación por Comunicación, Información, Entretención y Cultura Sociedad Anónima (CIECSA), el brazo de medios del Grupo Claro, junto al Diario Financiero y las revistas Capital, Paparazzi y ED. En 1991, la mexicana Televisa ingresó a la propiedad como accionista del 49% del canal; sin embargo, debido a las bajas cifras de audiencia tras el lanzamiento del canal y tras la crisis económica mexicana de 1994, ésta vendió la participación que poseía a su socio a inicios de 1999. Tres años después de la muerte de su fundador, Ricardo Claro, el 27 de diciembre de 2011 su sucesión enajenó la totalidad de Mega a Bethia, el holding de la familia Solari.
Bethia mantuvo la totalidad de las acciones hasta el 31 de mayo de 2016, cuando confirmó la venta del 27,5% de Mega al grupo estadounidense Discovery Communications – hoy Warner Bros. Discovery. Durante 2019, ambas conformaron Mega Media para aunar la propiedad, operación y distribución de la señal abierta, las radioemisoras Carolina, Infinita, Disney, Tiempo y Romántica, sus respectivas áreas digitales y los canales por suscripción ETC y Mega Plus; esta última, la señal hermana de Mega, lanzada a inicios de ese año en sistemas de televisión pagada. En 2022 se sumaron Mega Ficción, un canal de televisión pagada que reemite producciones históricas de su área dramática, y Mega 2, un subcanal de televisión digital orientado a la programación cultural de factura propia.
A finales de 2022, WBD activó una cláusula para desprenderse del porcentaje minoritario que mantenía en la propiedad de Mega y Mega Media, cuyo valor se estima en cerca de US$ 60 millones.

## Historia

### Primeros años (1990-1992)

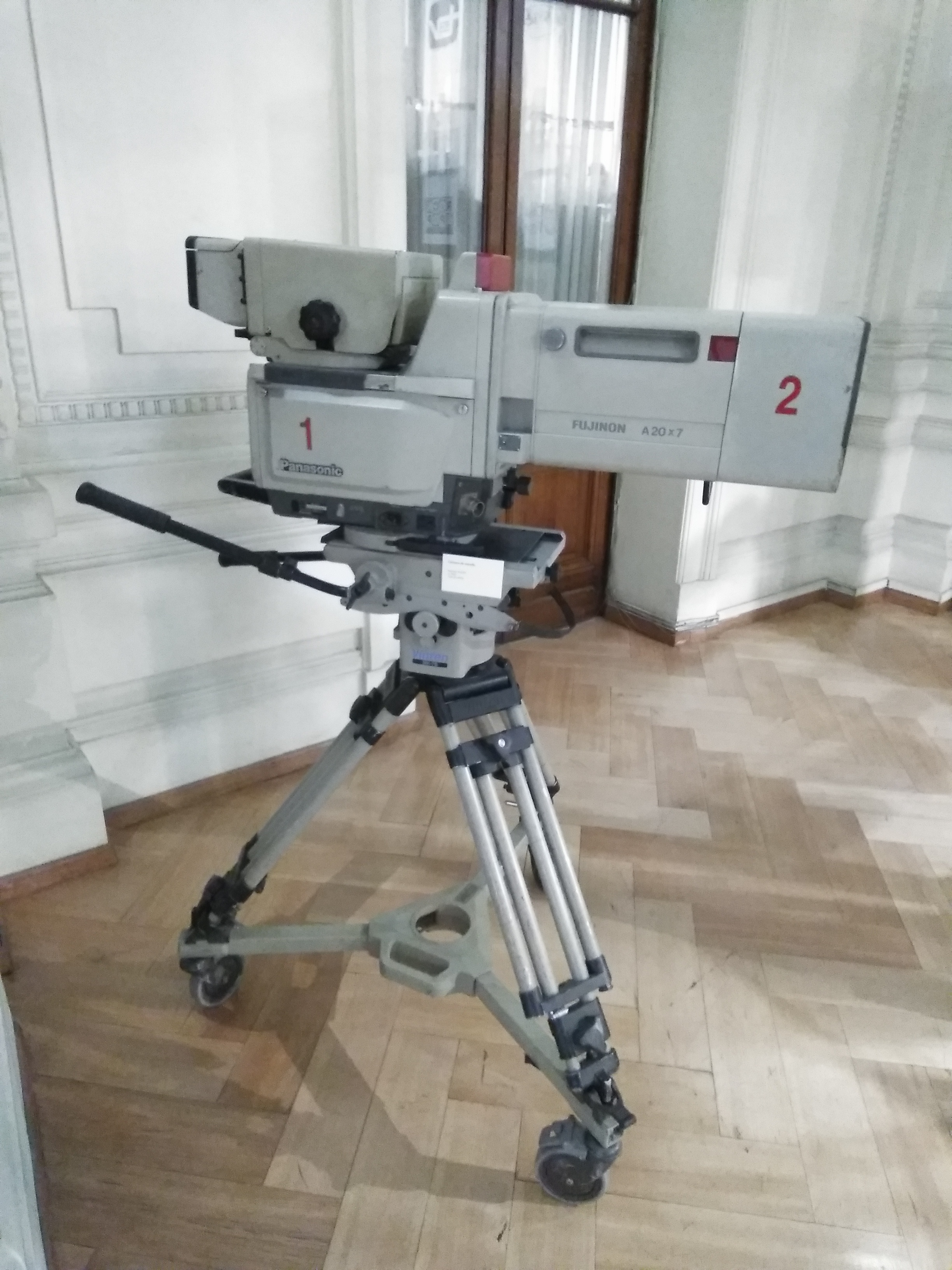
Cámara utilizada por Megavisión en sus primeros años.

El canal inició una especie de marcha blanca la noche del 23 de octubre de 1990, emitiendo primero un adelanto de su programación y luego la película Oliver. Mientras, en los patios del canal, se inauguraron los nuevos estudios —ubicados en la antigua fábrica de Cristalerías Chile en la avenida Vicuña Mackenna— con la presencia del presidente Patricio Aylwin y el dueño del canal, Ricardo Claro.
Sus transmisiones oficiales se iniciaron con una cobertura para el Gran Santiago y gran parte de la Región Metropolitana (canal 9 VHF) y las ciudades de Valparaíso, Viña del Mar y sus alrededores (canal 5 VHF) a las 13 horas del día siguiente, con la primera edición de Meganoticias conducido por la periodista Susana Horno desde la sala de redacción. 
Luego de su estreno, el canal tuvo un período inicial de bajas audiencias. El panorama empezó a cambiar debido a un cambio programático radical gracias al estreno de telenovelas producidas por Televisa, las que emitió de forma constante hasta 2016. Asimismo, adquirió los derechos de transmisión del Torneo Nacional Chileno, la Copa Libertadores de América y la Copa América.  
Durante la primera mitad de la década Megavisión extendió su cobertura. En el primer semestre de 1991 la señal se extendió a Talca —desde el 19 de abril—, Chillán, Concepción —desde el 1 de febrero—, Temuco —desde el 10 de mayo— y Punta Arenas; a finales de año, alcanzó una recepción superior al 85% del territorio chileno. La estación de Megavisión en Punta Arenas, a través del canal 12, inició sus emisiones el 28 de junio de 1991 transmitiendo la programación en diferido, incorporándose a la señal satelital en directo desde Santiago en 1993.

### La inversión de Televisa, concesión del Festival de Viña, y proyectos fallidos (1993-1999)
En 1991, Televisa se quedó con el 49% del canal. Con ello se anunció el desarrollo de coproducciones como el programa Siempre en domingo con Raúl Velasco desde Santiago de Chile, además de La movida de Verónica Castro; sin embargo, la participación de Televisa bajó al 33% en 1997, y en 1999 la propiedad del canal volvería en su totalidad al Grupo Claro.[cita requerida]
En marzo de 1992, se integra a la programación los programas Jappening con ja, Buenas tardes, Eli con Eliana de Caso y Acompáñeme con Julio Videla. También, se estrena con éxito el programa peruano Nubeluz en las mañanas. En un principio los episodios emitidos de Nubeluz eran grabados, pero con el paso del tiempo se comenzó a emitir en vivo desde Perú.[cita requerida]
En 1993, Megavisión junto con Televisa logran la concesión para producir y emitir el Festival Internacional de la Canción de Viña del Mar, labor que hasta ese entonces era realizada por Televisión Nacional de Chile; su animador, Antonio Vodanovic, emigra al canal para asumir su conducción. Ese año, Mega también transmitió la Copa América disputada en Ecuador.[cita requerida]
La versión del Festival de Viña de 1994 fue la inicial bajo la alianza con Televisa: la cadena mexicana actuó de coproductor e intermediario para conseguir a figuras como el tenor Plácido Domingo y el grupo juvenil Onda Vaselina. También transmitió ese año el Campeonato IMSA GT, en el que destacó Eliseo Salazar.[cita requerida] Ese año ya se habla de la consolidación del canal[cita requerida], y durante este periodo Megavisión llegó al tercer lugar de audiencias a nivel anual.[cita requerida]
Para 1995, Mega logra retener los derechos de emisión de la Liga española de fútbol en el apogeo de la carrera de Iván Zamorano durante su permanencia en el Real Madrid, a pesar del alto precio de éstos. También, ese mismo año transmitió la IndyCar Series (luego ChampCar Series), en la que destacó Salazar.[cita requerida]
Megavisión estrenó su sitio web durante el Festival de Viña del Mar de 1996 con una transmisión en línea del evento, en cooperación con MCL Internet (ahora Netglobalis), uno de los primeros proveedores de Internet en Chile; a mediados de año, se adjudican nuevamente la concesión del Festival de Viña hasta 1999. También se anuncia la creación de una empresa externa de teleseries llamada Área Dramática, bajo la presidencia de Bartolomé Dezerega y la dirección de Ricardo Miranda, quién hasta ese entonces se desempeñaba en Canal 13, y transmite por vez primera una olimpiada con Atlanta 1996.[cita requerida] En abril, comenzó a transmitir las Eliminatorias CONMEBOL Francia 98, donde transmitió los partidos de la Selección Chilena de Fútbol de visitante contra las selecciones de Venezuela, Ecuador y Argentina. También transmitió los tres partidos de esas clasificatorias sudamericanas. 
En programación infantil, durante 1997 Megavisión estrenó la serie de animación japonesa Dragon Ball; debido a su éxito, emitió las tres sagas completas: Dragon Ball, Dragon Ball Z y Dragon Ball GT. La situación financiera del canal en este periodo es negativa, y pasó de tener CL$900 millones en pérdidas en 1996 a CL$5.000 millones en 1997.[cita requerida]
El área dramática de Megavisión debutó en pantalla el 10 de marzo de 1997 con la telenovela Rossabella, que se ubicó en el tercer lugar de audiencias en el bloque vespertino. En el segundo semestre fracasó con Santiago City, que fue sacada de pantalla en el episodio 17. El año siguiente, A todo dar llega al segundo lugar con una publicitada audiencia; sin embargo, el canal decide no estrenar una telenovela el segundo semestre para invertir esos recursos en 1999. La cuarta telenovela del canal, Algo está cambiando se estrena en marzo de 1999 con bajos índices de audiencia y por ello es cambiada al horario de las 22:00. El canal decide cerrar su área dramática a fines de ese año, y los actores que quedan con contrato se dedicaron a la animación.[cita requerida]

### De Megavisión a Mega y primeros éxitos (1999-2011)

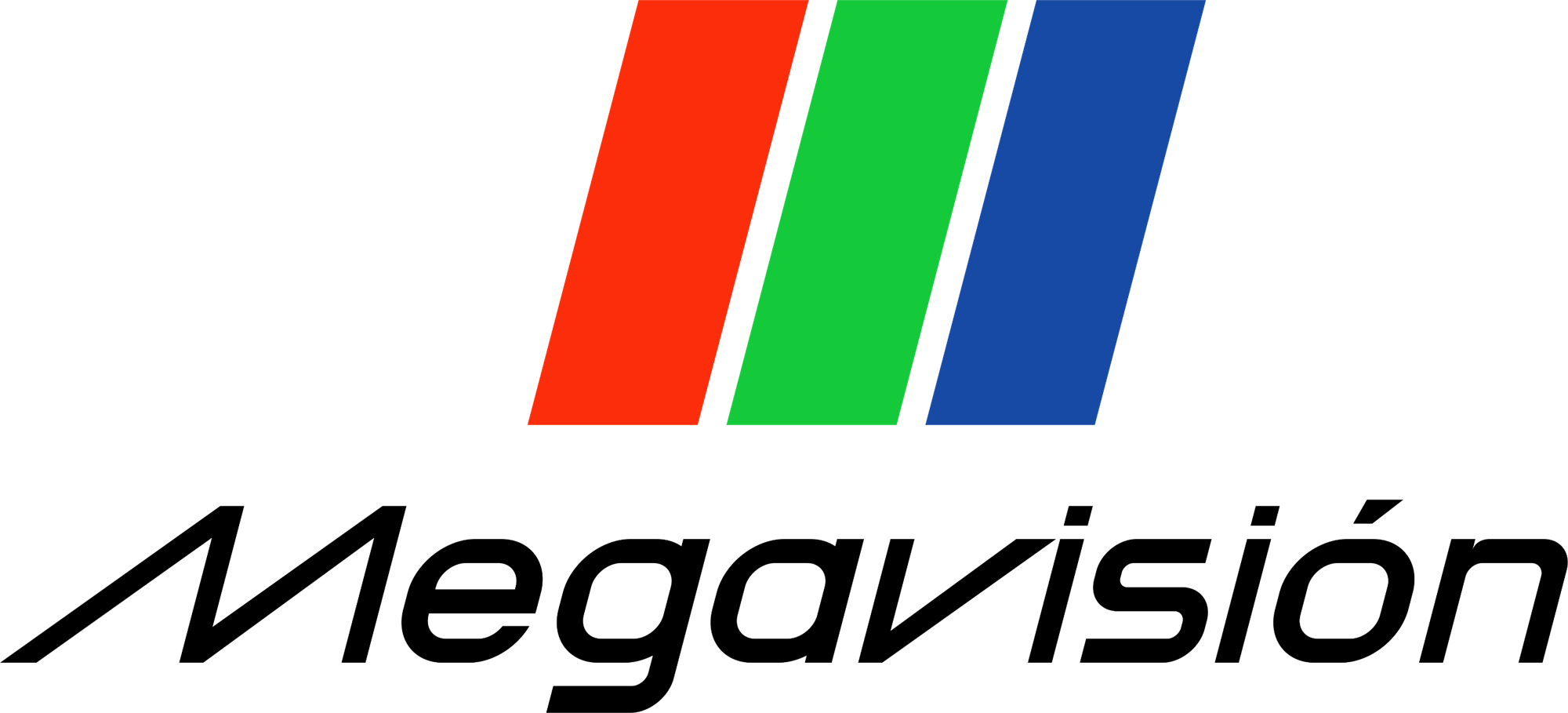
Logotipo de Megavisión (1999-2001)

En 2000, la directora de prensa histórica de la estación, Patricia Guzmán, resuelve efectuar una reestructuración del área. Tras la partida de Mauricio Hofmann a TVN el año anterior, la edición de mediodía queda a cargo de Eduardo Palacios; mientras que la de medianoche, llamada Cero Horas, pasa a manos del joven periodista Cecil Chellew. 
Pero el cambio más importante se produjo en la edición central, pues solo Susana Horno estaba contemplada para la nueva etapa pero volviendo a conducir el informativo del mediodía, mientras que a Sergio Campos se le ofreció ser presentador del espacio de reportajes Aquí en vivo, sin embargo no aceptaron y presentaron su renuncia; Horno se retiró de la televisión y Campos emigró a La Red para conducir Telediario. Por ello, asumen la conducción de Meganoticias Maritxu Sangroniz y Juan Manuel Astorga (ambos formados en el recién cerrado Canal 2 Rock & Pop). Un año después, y tras la renuncia de Patricia Guzmán, Luis Salazar se convierte en el nuevo Director de Prensa, este último venía de encabezar los servicios informativos de Canal 13 entre 1978 y 1999.
El 23 de octubre de 2001, y en medio de su 11° aniversario, el canal pasa a llamarse simplemente Mega, y en los meses previos a este cambio pero también durante este periodo llegan a la estación nuevos rostros: Kike Morandé, Alberto Fouillioux (desde Canal 13), Andrea Molina (desde TVN) y Mauricio Israel (desde Chilevisión). Dos de ellos inician un recambio de programación en dos bloques horarios: Molina con un programa de servicio en la tarde (tapando el vacío que dejó Eli de Caso tras su partida a la red estatal), y Morandé con un espacio para el trasnoche; mientras, Israel y Fouillioux hacen comentarios deportivos en el noticiero central. Tras un criticado comienzo, Andrea Molina llega a superar el espacio de Eli de Caso, que en su arribo a TVN experimentó varias dificultades. Asimismo, Combinado nacional de Marcelo Comparini y Mekano de José Miguel Viñuela suben los números del canal. En 2002, Mega pasa a ocupar el segundo lugar de audiencias, y en 2003 alcanza el primer lugar.[cita requerida]
A finales de 2003 se reactiva en parte el área dramática de Mega con las miniseries juveniles realizadas por el equipo de Mekano. En 2004, el canal obtiene los derechos de transmisión de los Juegos Olímpicos de Atenas 2004, junto a La Red y Televisión Nacional de Chile debido a que la Organización de Televisión Iberoamericana sancionó a Canal 13 por incumplimientos económicos a consecuencia de la crisis institucional de esta última estación.[cita requerida]

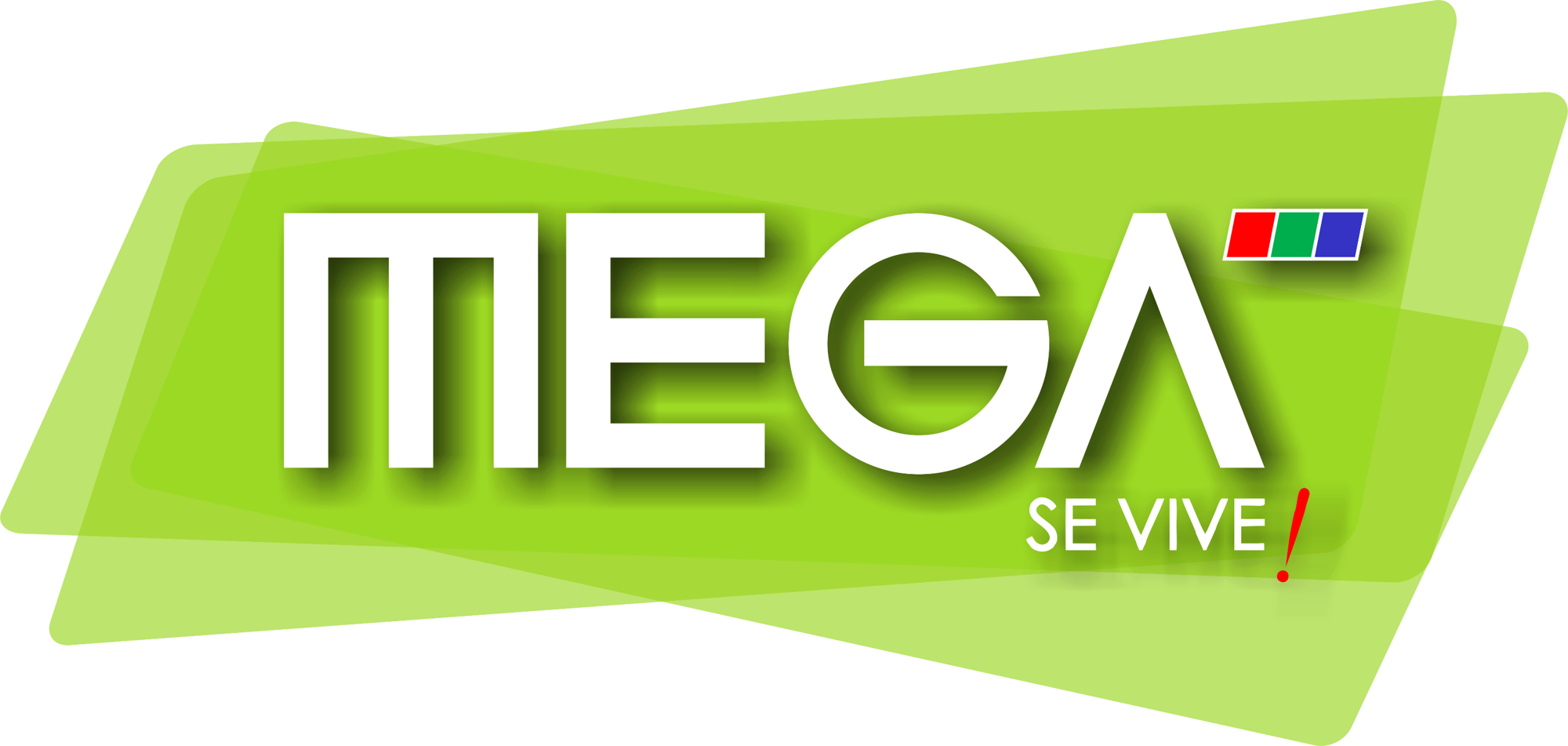
Logotipo de Mega (2006-2010)

A partir de 2005, Mega aumenta su producción de ficciones de la mano de la productora Roos Film, con producciones como Urgencias y La Nany, que permaneció en pantalla por casi 8 meses. También se emitieron las series Casado con hijos y Tres son multitud. Un año después emite por primera vez el mundial de Alemania 2006. A mediados de 2008 también obtiene los derechos de transmisión de los Juegos Olímpicos de Pekín 2008, junto a Televisión Nacional de Chile y Canal 13.[cita requerida] En 2008 Mega logró posicionarse en el primer lugar del índice de audiencia anual, relegando a TVN y Canal 13 al segundo y tercer lugar respectivamente. 
En 2009, el canal comienza liderando los meses de enero y febrero. Durante ese año destacan El muro infernal, Las tontas no van al cielo y Cuidado con el ángel. Asimismo, El chavo del 8 comienza a ser emitido solamente los fines de semana. En 2010 emiten Sortilegio, y llega a Mega la animadora Vivi Kreutzberger para presentar el concurso Identity, la versión local del formato estadounidense original de NBC. El 24 de enero, se dan a conocer la nueva programación del canal: destacan Identity; Elígeme (la versión chilena de Taken Out), Un golpe de Lucho; las nuevas temporadas de ¿Sabes más que un niño de 5º básico?, Golpe bajo, Caiga quien caiga, La ley de la selva y Morandé con compañía; y el estreno de Gigantes con Vivi,(antes transmitido por Canal 13). Además, se anuncia la novena temporada de BKN y la segunda de Otra vez papá, junto con el estreno de la telenovela mexicana Mar de amor y la renovación de sus noticieros. 

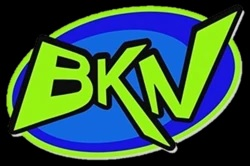
Serie juvenil BKN

En enero de 2010, Mega hace oficial la renovación del contrato con Toei Animation por 4 años para la emisión de Dragon Ball, incluyendo la nueva versión de la serie en alta definición denominada Dragon Ball Z Kai para transmitirla en el recién adquirido canal ETC y su señal Mega HD. Asimismo, renueva contrato con Nickelodeon para comenzar a transmitir los dibujos animados en el bloque Mega Kids que forma parte del canal los sábados y domingos. El 10 de febrero, se da a conocer que se comienza a rearmar el área infantil del canal, ya que desde marzo el programa infantil Zoolo TV es reemplazado por Mega Kids, un nuevo bloque infantil donde se privilegiaron las series de producción nacional. El mismo día, da a conocer que vendió los derechos a Televisión Nacional de Chile para que emita por su señal internacional la serie BKN.
El 23 de marzo, el entonces gerente técnico de Mega, Alfonso Infante, declara que en abril de ese año el canal comenzaría a producir toda su programación en alta definición; el proyecto comenzó en 2009, cuando el canal comenzó a trabajar en la adquisición de nueva infraestructura técnica; en agosto de ese año se habrían iniciado pruebas de emisión en 3D.[cita requerida]
El 7 de octubre de 2010, Mega nuevamente cambia su imagen corporativa, reemplazando las tradicionales franjas verticales roja, verde y azul por un nuevo logotipo, diseñado por la agencia de publicidad Dittborn&Unzueta. El 24 de diciembre, La Tercera y El Mercurio anuncian que Mega regresará al mundo de las telenovelas. El primer proyecto fue Decibel 110, protagonizada por Augusto Schuster y Javier Castillo, con una trama basada en un grupo de estudiantes universitarios apasionados por la música; finalmente se estrenó en octubre de 2011.
En 2011, también debuta la segunda temporada de La Colonia; el programa estelar Yo soy... adaptación del formato I am... de Endemol; se confirmaron nuevas temporadas de ¿Sabes más que un niño de 5º básico?, Morandé con compañía, Caiga quien caiga, Gigantes con Vivi, Veredicto y Caso cerrado con su edición estelar. También nuevas temporadas de las series infanto-juveniles del bloque Mega Kids con la décima temporada de BKN y la tercera de Otra vez papá; en las tardes llega en reemplazo de Soy tu dueña la telenovela Triunfo del amor.

### Salida del Grupo Claro, la llegada de Bethia y liderazgo en sintonía (2011-2019)
El 29 de enero de 2011, en El Mercurio, se da a conocer que Mega comenzó la producción de una nueva teleserie nocturna basada en la historia de María del Pilar Pérez (conocida como La Quintrala) y la historia de los hermanos Rojos. Además, la actriz y guionista Luz Croxatto regresó a la señal para hacerse cargo de la serie que reemplazaría a La Colonia en el segundo semestre. El 30 de enero de 2011, se dio a conocer que estaba en proceso de adaptación de la serie The King of Queens. 
Juan Luis Alcalde Peñafiel, que hasta ese entonces se desempeñaba en ETC, asume como gerente general de Mega tras la salida de William Phillips Araya. El 14 de marzo comienza la renovación en el horario estelar de la estación, destacando ¿Sabes más que un niño de 5º básico? los lunes, 133, atrapados por la realidad los martes, El estelar de dobles Yo soy... los miércoles, Secreto a voces los jueves, Morandé con compañía los viernes, Gigantes con Vivi los sábados y Caiga quien caiga los domingos. Además, se estrenó la nueva temporada de Sábado por la noche los sábados pasada la medianoche. Durante este periodo se emiten las telenovelas extranjeras La Reina del Sur, Mi corazón insiste y La Mariposa. 
El 27 de diciembre, el canal fue vendido al grupo Bethia liderado por Liliana Solari, controlador de la tienda por departamentos Falabella, en una operación estimada en 88 mil millones de pesos.
El 16 de enero de 2012, Mega realizó una transmisión en vivo vía satélite desde la Base O'Higgins, ubicado en la Antártica Chilena, a cargo del periodista Rafael Cavada quien entrevistó al entonces Ministro de Defensa Andrés Allamand, durante la gira antártica que este realizaba a esta zona, donde el entrevistado confirmó el inicio de los estudios sobre la construcción de una nueva base antártica chilena establecida más allá del círculo polar antártico, que será de carácter militar y científica.
El 28 de enero de 2012, se dio a conocer la nueva programación de Mega durante el primer semestre: entre ellas, destacan el estreno de nuevos programas estelares y adaptación de licencias extranjeras como Tu cara me suena, Coliseo romano, Salta a la vista, ¿Quién quiere casarse con mi hijo? y Dr. TV. En la franja estelar se estrena la telenovela Maldita. En las tardes llega el programa de Laura Bozzo llamado Laura. También se estrenan las ficciones extranjeras La que no podía amar, Relaciones peligrosas, Abismo de pasión, Por ella soy Eva, Amor bravío, Alcatraz, The Walking Dead, Casi el paraíso, Jardín secreto y Manny.
En marzo de 2012, inicia sus transmisiones Candela FM, la primera radio del canal. En abril salen de pantalla los espacios religiosos: Raúl Hasbún es despedido, y se deja de emitir la misa dominical. El 25 de junio se anuncia la llegada de Mario Conca como nuevo presidente ejecutivo de la estación, y Fernando Berndt Araya como gerente general; ambos asumen el 1 de agosto de ese año.
El 7 de diciembre, se da a conocer la noticia que el canal llegó a un acuerdo con la Asociación Nacional de Fútbol Profesional para adjudicarse los derechos de transmisión de los partidos de la Selección Chilena de Fútbol para las Clasificatorias Sudamericanas a Rusia 2018, como también los partidos amistosos que dispute La Roja durante el periodo 2014-2018; además, Mega obtuvo la primera opción para emitir el resto de los partidos de las selecciones sudamericanas en el camino rumbo a Rusia 2018. El acuerdo con la ANFP se cerró con un contrato millonario de USD$117 millones.
En 2013 estrena la telenovela colombiana Pablo Escobar, el patrón del mal, basada en la vida del conocido narcotraficante. Rápidamente la serie se convierte en éxito de audiencia, llegando a alcanzar en promedio 15 puntos y 20 durante la transmisión del último episodio el 7 de mayo. Asimismo, emite el Festival Viva Dichato, conducido por Luis Jara. El evento contó con la participación de renombrados artistas nacionales e internacionales como la cantante mexicana Yuri, Henry Santos, DJ Méndez, Ráfaga y Los Nocheros, entre otros. Mientras que el humor estuvo a cargo de La Pola, Centella, Los Indolatinos, Zip Zup, el Rolo, los Pollitos y Millenium Show. El 11 de marzo debutó Más vale tarde... conducido por Álvaro Escobar. A tres meses de su puesta en el aire Más vale tarde se consolidó como el late show más visto de la televisión chilena. El 25 de marzo de 2013, se presentó el programa A viva voz, conducido por la abogada Macarena Venegas y el doctor Claudio Aldunate; sin embargo, el programa es cancelado por baja audiencia. En abril se estrena Sin retorno, chilenos presos por el mundo; Ojo con clase basado en el programa estadounidense Queer Eye for the Straight Guy; Coliseo romano inicia su quinta temporada, esta vez bajo el nombre Coliseo de Selección; la telenovela colombiana El cartel de los sapos llega a las pantallas de Mega el 5 de mayo en reemplazo de El patrón del mal; y el 26 de mayo debutó la serie española El Barco. A partir del 25 de agosto de 2013 y después de casi 23 años al aire, Meganoticias pasa a llamarse Ahora noticias. Desde ese momento asume Jorge Cabezas como director de prensa. Al mismo tiempo y tras casi 3 años, Mega renueva su imagen corporativa al igual que su eslogan que pasó a ser Cambia contigo. 
El 26 de agosto, se anuncia que el programa de farándula Secreto a voces entrará en un receso a partir del 30 del mismo mes. Su nueva temporada se estrenó el 23 de septiembre. Asimismo, el programa de concursos A todo o nada estrenado a principios de agosto, cambia de horario. En octubre se estrena la serie El internado. El 1 de diciembre de ese año, asume Patricio Hernández como nuevo director ejecutivo del canal.

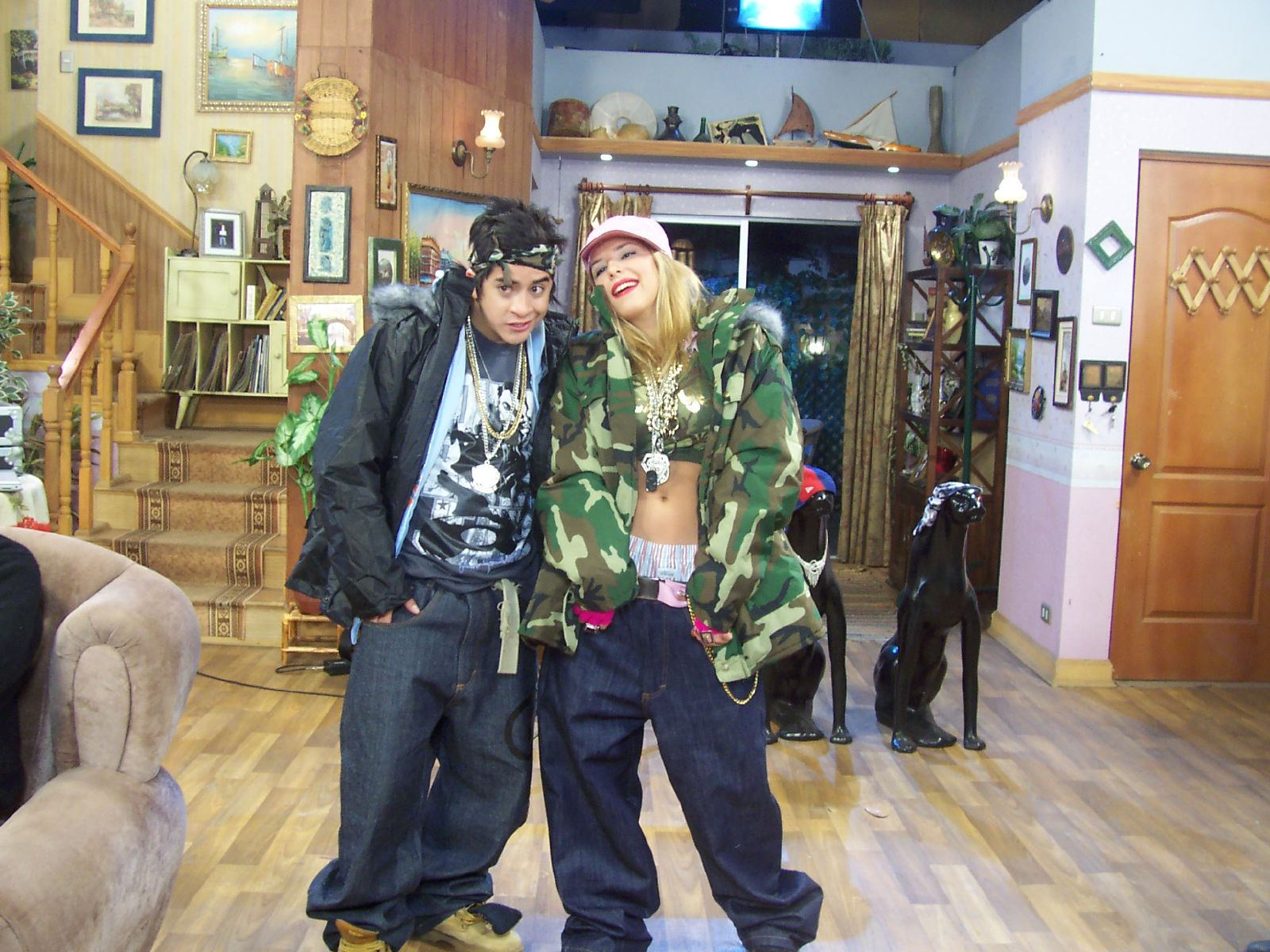
Casado con Hijos (2004)

Durante 2013, Mega alcanza 10 mil millones de pesos en pérdidas y debido a esto despide a 50 personas. A mediados de enero de 2014 Mega saca El internado de pantalla, para potenciar su área digital. En su reemplazo sitúa a Más vale tarde en horario prime. Al mismo tiempo debutó la serie Breaking Bad, sacada del aire al poco tiempo después. En febrero el programa A todo o nada sale de pantalla tras permanecer 8 meses en Mega con bajos índices de audiencia. Secreto a voces se extiende y durante este año se decide volver a emitir la serie Casado con hijos, la cual le da buenas cifras de índice de audiencia. El bloque de caricaturas del sábado por la mañana es reemplazado por infomerciales, El Chavo del 8 y por películas familiares. Con el poco dinero que quedaba fueron comprados los derechos de la novela turca Las mil y una noches y de la colombiana A corazón abierto, logrando ambas un gran éxito de sintonía que saneó las finanzas de Mega. Posteriormente se estrena Morandé con compañía y Más vale tarde, ambos con éxito. Inesperadamente, Las mil y una noches se convierte en un fenómeno a nivel nacional, con buenos resultados de índice de audiencia. Esto hace que durante ese año siga estrenando producciones turcas, como es el caso de ¿Qué culpa tiene Fatmagül? en julio, y Ezel en diciembre. 
También durante ese año se reactiva el área dramática del canal, de la mano de María Eugenia Rencoret y todo su equipo, tras haber renunciado a Televisión Nacional de Chile luego de 20 años. Es así como produce la primera teleserie, Pituca sin lucas, estrenada en octubre, luego de 6 años de la última producción del canal, Fortunato. Debido a esto sale de pantalla abruptamente el programa Secreto a voces. Pituca sin lucas también se convierte en el primer éxito para el canal, ganándole a las producciones de TVN y Canal 13, con promedios de sintonía sobre los 20 puntos en la mayoría de los capítulos. Luego estrena el reality Amor a prueba el cual también es un éxito y cuyo promedio final fue de 18,8 puntos. Con esto Mega se convierte en el canal más visto en 2014, además de ser el único con ganancias. El éxito de Las mil y una noches fue quien lanzó a Mega al liderato incluso llegando a marcar 33 puntos, se convirtió en todo un fenómeno. Mega, vendió el doblaje a todos los países en Sudamérica, a excepción de Venezuela. Fue así como se distribuyó por toda Latinoamérica, siendo éxito en todos los países de la región.
El 5 de enero de 2015, la serie Ezel sumó tres días nuevos días para su emisión. Mientras que en el mes de enero, la edición central de Ahora noticias se ubicó en el primer lugar de las preferencias del público con un promedio de 15 puntos, seguido por CHV Noticias Central con 11,1 puntos, Teletrece con 7,5 y 24 horas Central con 5,7 puntos, según cifras de Mega. En febrero, a pesar de la transmisión del Festival de Viña del Mar de Chilevisión, Mega se impuso con un promedio mensual de 8,6 puntos de índice de audiencia. Le siguieron Chilevisión con 7,7, Canal 13 con 5,5 y, finalmente, TVN con 3,4. El 1 de marzo se integra al área dramática de Mega Gonzalo Valenzuela para ser uno de los protagonistas de una nueva teleserie vespertina que sucederá a Pituca sin lucas. El 16 de marzo,  Ahora Noticias decide unir a sus filas a Tomás Mosciatti para realizar entrevistas en profundidad y de contingencia, en la edición central. El 8 de marzo el canal estrena Sıla después de la emisión de Fatmagül. Tras su emisión lideró la sintonía promedió 24,7 puntos y varios peak de 27 en su primer capítulo.
En mayo, se estrenaron las telenovelas turcas Gümüş y Kara Para Aşk. El 14 de mayo, se transmite la final del reality show de parejas, Amor a prueba. La final fue en vivo y promedió 25,2 puntos. El 25 de ese mes, se estrena la sucesora de Pituca sin lucas, Papá a la deriva. Además de sacarle una amplia diferencia a Matriarcas, su competencia directa, supo mantener el liderazgo del horario vespertino que en su debut obtuvo 33,1 puntos de índice de audiencia. El 7 de junio, se transmite el final de la telenovela turca Fatmagül. El final tuvo un promedio de 27,4, logrando superar al final de las historias de Las mil y una noches y Pituca sin lucas. Durante el mes de julio, el canal estrena su primera telenovela del horario de las 15:00 horas, llamada Eres mi tesoro en horario prime promediando 22 puntos de índice de audiencia con peaks de 24, protagonizada por María José Bello y Álvaro Morales. El 1 de octubre finaliza Ezel, mientras que el 8 de octubre se estrena The Switch Drag Race después del partido Chile versus Brasil, con éxito de sintonía promediando más de 28 puntos de índice de audiencia tras los 45 puntos con peaks de 56 del partido. El 17 de noviembre, en el inicio de Mucho gusto, los conductores presentan la nueva imagen corporativa del canal, dos años después de haberla renovado. El 30 de noviembre se estrena un nuevo programa llamado Código rosa y el 3 de diciembre se estrenó Familia moderna, adaptación local de la serie estadounidense Modern Family.

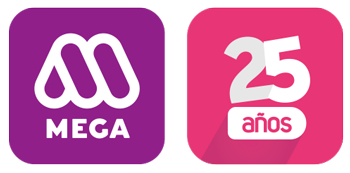
Logotipo del canal en su 25° aniversario.

En 2016, se anunciaron las rectas finales de Sıla, The Switch y Papá a la deriva, ya que esta última tomó el lugar de Sila en horario prime a contar del 10 de enero. El miércoles 6 se estrenó en horario estelar la nueva teleserie vespertina Pobre gallo. El domingo 17 de enero finalizó The Switch y el 19 de enero se estrenó el nuevo reality de Mega ¿Volverías con tu ex?, que se convierte en el programa más visto del primer semestre del año y en el reality más visto producido por el canal, con 21,5 puntos de promedio. El 31 de mayo, Bethia confirma la venta del 27,5 % del canal al grupo estadounidense Discovery Communications. La venta fue confirmada en abril por la Fiscalía Nacional Económica con un costo de 40 mil millones de pesos; la alianza se materializa con Mega asumiendo la venta de publicidad para los canales de pago de Discovery, y con la entrada a la parrilla de programación cultural de series documentales producidas por su socio estratégico.
La primera telenovela nocturna de María Eugenia Rencoret en el canal, titulada Sres. Papis, protagonizada por Jorge Zabaleta, Francisco Melo; debutó justo tras la final del reality y se convirtió en la teleserie más vista del año, con más de 24 puntos. El 22 de noviembre comienza la emisión de Amanda, la nueva telenovela de las 15 horas y la que pronto llegaría a convertirse en todo un éxito. En diciembre de 2016, Mega compra a Copesa la Radio Carolina, convirtiéndose en la segunda radio del canal.
En enero de 2017, Mega estrenó su tercer reality de parejas llamado Doble Tentación, que no alcanzó la sintonía de sus predecesores y recibió numerosas críticas por su violencia y algunos episodios de racismo. La sucesora de Señores papis es titulada Perdona nuestros pecados, y logra superar a su antecesora promediando en ocasiones sobre 30 puntos. Escrita por Pablo Illanes y ambientada en un pueblo de provincia en los años 1950, fue protagonizada por Álvaro Rudolphy, Paola Volpato, Mariana di Girolamo y Mario Horton, y su éxito hizo que el canal decidiera extenderla hasta 2018. El 25 de julio termina la emisión de la telenovela Amanda logrando un índice de audiencia histórico para su horario de 33 puntos. El 22 de octubre Mega estrenó Misión encubierta, programa de investigación periodística que logra destronar al imbatible En su propia trampa de Canal 13, con un promedio de 25,8 puntos en su primer capítulo. El 3 de julio Mega estrenó la telenovela Totalmente Diva original de Rede Globo.

### Era digital y salida de Warner Bros. Discovery (2019-presente)
A comienzos de 2020, el directorio decide frenar la crisis económica que atraviesa la cadena con la reducción de los sueldos de todos los trabajadores del canal, y desvinculando a funcionarios de diversas áreas. Mucho gusto, Meganoticias y el Área Dramática fueron los departamentos más afectados. En total 75 profesionales fueron despedidos, entre ellos José Antonio Neme y Felipe Bianchi. Mientras que figuras del área dramática, como Álvaro Rudolphy y Jorge Zabaleta, no renovaron sus respectivos contratos con Mega.
Durante el primer trimestre de 2020, Mega registró pérdidas millonarias superiores a CLP$1.227 millones, pese a contar con el primer lugar de audiencia. Asimismo, la confianza en los informativos del canal continuó a la baja, y un estudio realizado por el Reuters Institute señaló que la credibilidad de Meganoticias se encontraba por detrás de los noticieros de CNN Chile y Chilevisión (operados entonces por WarnerMedia Chile) y 24 Horas (de TVN).
Entre abril y mayo, las telenovelas del canal debieron suspender sus grabaciones debido a la pandemia de COVID-19, afectando aún más las finanzas del canal debido a su rol en la construcción del tren programático. Ante esta medida, el Área Dramática insistió en realizar Historias de cuarentena bajo la modalidad virtual (a través de Zoom). La serie debutó el 20 de abril; sin embargo, recibió bajos índices de audiencia, siendo la producción menos vista de la Era Rencoret.
El 30 de junio, Mega nuevamente anunció el despido de 142 trabajadores; asimismo, se anunció la externalización de la mayoría de las operaciones del Área Dramática, deteniendo la producción propia de las ficciones del canal, y manteniendo sólo a las jefaturas encargadas de los contenidos de los proyectos y algunos equipos técnicos.

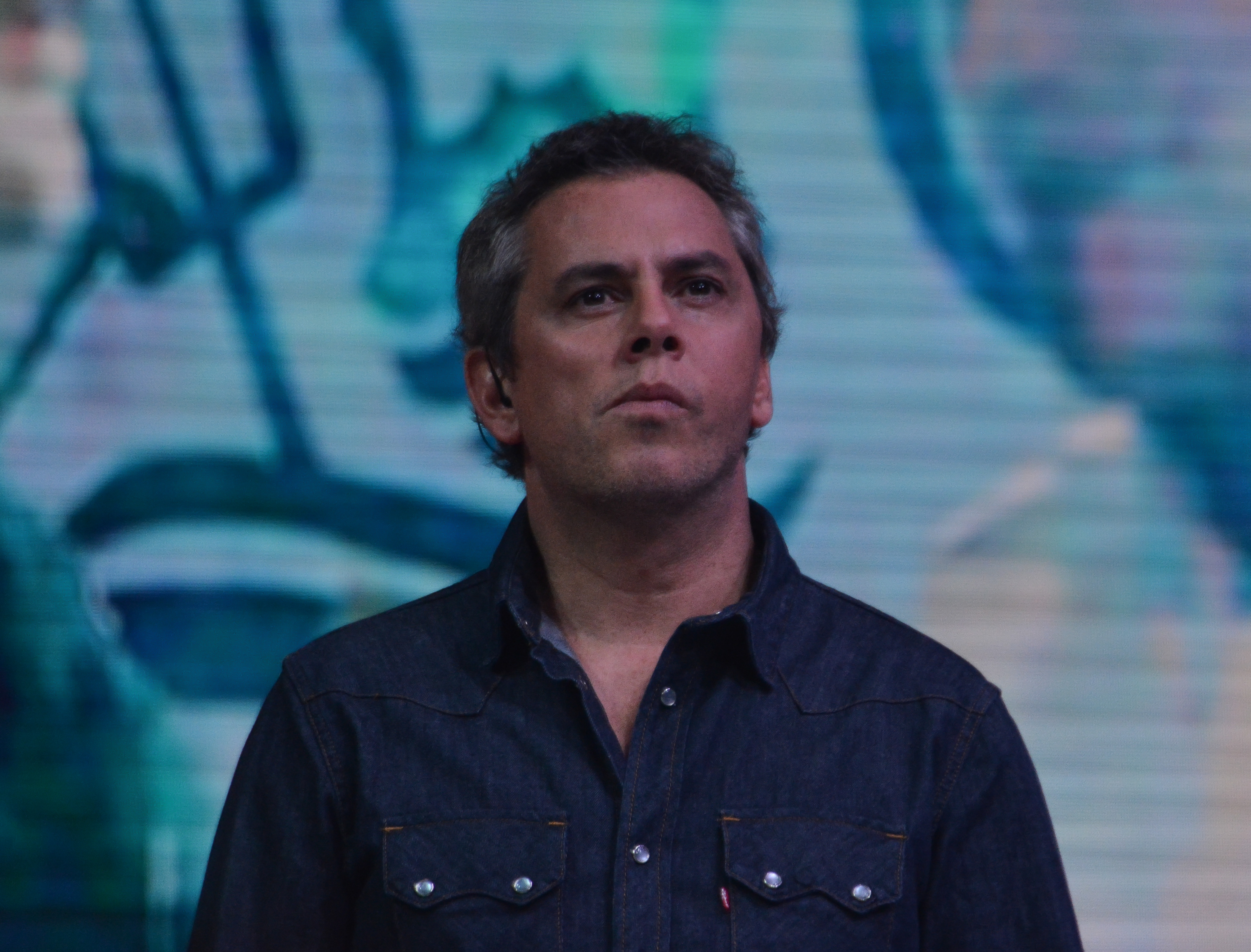
José Miguel Viñuela en la Teletón de 2017

El 22 de octubre, el sindicato de trabajadores SIME votó a favor de la huelga legal, la que se inició el día siguiente a la medianoche, coincidiendo con el trigésimo aniversario del inicio de transmisiones de Mega. La acción sindical provocó alteraciones en la puesta al aire de la programación en vivo del canal durante las semanas siguientes, incluyendo la cobertura de Meganoticias del plebiscito nacional de 2020.
En febrero de 2021, Patricio Hernández renuncia al cargo de director ejecutivo para radicarse en Perú y asumir la dirección de Latina Televisión, propiedad del grupo económico peruano Enfoca. Además, se hace público que Chilevisión asumió el liderato en sintonía del mes, dejando a Mega en el segundo lugar tras 79 meses consecutivos en el primer lugar. En mayo Juan Ignacio Vicente, director de Contenidos y Negocios Internacionales, renuncia a su puesto y al comité ejecutivo que dirigía al canal en ausencia de Hernández para asumir la dirección ejecutiva de CHV tras la toma de control por parte de Paramount Networks Americas. Además, el canal decidió no renovar el contrato a dos de sus otrora rostros emblemáticos, Luis Jara y José Miguel Viñuela.

Warner Media (2019)

En 2022, tras la fusión global de WarnerMedia y Discovery, Mega Media pasó a ser controlada en parte por la división para las Américas de Warner Bros. Discovery, hermanando a Mega con las operaciones de televisión de pago que la ex controladora de Chilevisión mantiene bajo su propiedad en el país: CNN Chile y TNT Sports. De acuerdo a fuentes del grupo Bethia – accionista mayoritario del holding - consultadas por El Mercurio, los ejecutivos de su controladora pretendían internacionalizar las ficciones locales a través de las plataformas OTT HBO Max y Discovery+, y manifestaron la intención de que las operaciones de noticias y deportes de los canales de pago de WBD en el país aprovecharan la capacidad instalada de producción y emisión de Mega, asumiendo así el rol que cumplían CHV y sus instalaciones en Machasa hasta la separación de operaciones conjuntas tras la adquisición de Paramount.
A finales de agosto, un reportaje del Diario Financiero reveló el frágil estado del joint venture con su socio estadounidense, cuya intención era activar la cláusula de salida (put option) de su participación en Mega Media; un hecho que, por contrato, debía ocurrir a más tardar al finalizar 2022. De acuerdo al texto, la norteamericana buscaba recuperar el valor libro del 27,5% del conglomerado de medios chilenos; esa participación, de acuerdo a fuentes, estaba valorizada entonces en US$ 60 millones. Las mismas fuentes estimaron también que la cifra a pagar por parte de Bethia a WBD representaba el 80% del valor de los activos propiedad de Mega Media, unos US$ 75 millones. A fines de octubre, y en entrevista con El Mercurio, el director ejecutivo Javier Villanueva señaló que “la situación financiera de Megamedia es de absoluta solvencia, estamos en una buena posición económica, en donde podemos hacernos cargo de nuestros propios planes de inversión y desarrollar el plan de negocios. El proyecto (…) es absolutamente viable sin Discovery; lo podemos hacer con Discovery o sin Discovery”.
En octubre, Mega anunció la renuncia a sus concesiones de televisión abierta en San Fernando, Osorno, Castro, Cabildo, Cañete, Ancud, Papudo, Traiguén, Lebu y Melipilla; la televisora justificó la decisión diciendo que la tecnología hace más barato empujar su señal a través de sistemas de televisión paga y vía satélite versus los costos de mantener la transmisión análoga e implementar las antenas de televisión digital abierta, además del incierto panorama económico local y global. El fin de transmisiones de la señal análoga del canal en dichas localidades se hizo efectiva a inicios de 2023.
También a inicios de 2023, un reporte del Diario Financiero reveló que el área responsable de las ventas publicitarias de los canales de televisión paga de Warner Bros. Discovery en Mega Media cerró el 30 de diciembre de 2022, marcando así el fin de la relación de propiedad, comercial y de alianza estratégica de Mega con su ex inversor minoritario desde 2016. Los términos económicos de la salida de WBD de Mega Media aún se desconocen; de acuerdo a fuentes, el monto pagado por Bethia a la norteamericana podría llegar a los US$ 60 millones tras ajustes en el valor pagado originalmente en UF y del tipo de cambio peso-dólar.
En mayo de 2023, Mega continuó con su proceso de renuncia a concesiones de la televisión digital, anunciando el cese de transmisiones en las comunas y sectores de Antuco, Bahía Mansa, Caburgua, Chillepín-Tranquila y Coirón, Cochrane, Cunco, Malalhue, Mehuín, Melipeuco, Paillaco, Paredones, Puerto Aldea-Tongoy, Puerto Octay, Pupuya, Queilén, Río Negro-Hornopirén, Trovolhue, Tulahuén y Villa Alhué. Y en diciembre de ese año, extendió la renuncia de concesión en  localidades de Chuquicamata, Combarbalá, El Salvador, Loncoche, Melinka, Monte Patria, Salamanca, Tirúa y Vicuña. Finalmente, su cobertura en la televisión digital abierta, se centra principalmente en las capitales regionales, mientras que en otras ciudades o localidades, solo está disponible en la televisión por suscripción, o por un sistema satelital MagicTV, en las localidades donde se implementaron la entrega de receptores satelitales a lugares aislados del país
El 3 de julio de 2023, Mega Media anunció que Mega dejaría de ser emitido en el servicio Movistar TV de Movistar Chile debido a incumplimientos por parte de la operadora del acuerdo que regula las condiciones para la presencia del canal en su grilla de canales.Una semana más tarde, tras intensas negociaciones entre ambas entidades, fue anunciado un nuevo acuerdo que permitía el regreso de Mega a la plataforma.
En septiembre, Mega decide reactivar su área deportiva Mega Deportes emitiendo los partidos de Chile en la Copa Mundial de Rugby de 2023 realizada en Francia, incluyendo el partido inaugural, ambas semifinales y la final. Además, el canal obtiene los derechos de los partidos de local de la selección brasileña durante las clasificatorias para la Copa Mundial de Fútbol de 2026, incluyendo su enfrentamiento contra la selección chilena en la fecha 17 el 4 de septiembre de 2025, y los partidos de local de la selección boliviana, considerando también el partido contra Chile en la fecha 18, para el dia 10 de junio del 2025.
El 2 de mayo de 2024, Mega se adjudicó la transmisión del Festival Internacional de la Canción de Viña del Mar para el periodo 2025-2028, volviendo al certamen 25 años después de la última transmisión, que fue en 1999.
El 18 de marzo de 2025, Patricio Hernández es nombrado director ejecutivo del grupo chileno de medios Megamedia, tras la repentina salida de Javier Villanueva hace apenas nueve días. Según explicó Megamedia en un comunicado, bajo el liderazgo de Hernández se iniciará “una nueva etapa de desarrollo que buscará proyectar hacia el mercado global al principal holding de comunicaciones de Chile”. 

## Directorio

### Presidentes
- 1990-2008: Ricardo Claro Valdés
- 2008-2012: Baltazar Sánchez Guzmán
- 2012-presente: Carlos Heller Solari

### Gerentes generales
- -1999: Ernesto Corona[76]
- 1999-2011: William Phillips Araya[77]
- 2011-2012: José Luis Alcalde Peñafiel
- 2012: Fernando Berndt Araya[78]

## Administración

### Directores ejecutivos
- 1990-1999: Ernesto Corona Bozzo
- 1999: Juan Antonio Álvarez Avendaño (interino)
- 1999-2005: Alfredo Escobar Cousiño
- 2006-2012: José Miguel Sánchez Erle
- 2012-2014: Mario Conca Rosende
- 2014-2021: Patricio Hernández Pérez
- 2021: Pedro Heller Ancarola (interino)[79]
- 2022-2025: Javier Villanueva Barzelatto[80]
- 2025: Patricia Bazán Cardemil (interina)
- 2025-presente: Patricio Hernández Pérez

### Director de Prensa
- 1990-1991: Fernando Leighton
- 1991-1992: Carmen Gardeweg
- 1992-2001: Patricia Guzmán Jofré
- 2001-2011: Luis Salazar Muñoz
- 2012: Marcela Abusleme Ramos
- 2012-2013: Pablo Badilla Lucio
- 2013-2018: Jorge Cabezas Villalobos
- 2018-2022: Cristóbal Valenzuela
- 2022-2025: Gianfranco Dazzarola Manríquez
- 2025-presente: Lorena de las Heras

### Director de Programación y Contenidos
- 2000-2005: José Miguel Sánchez
- 2005-2013: Francisco Henríquez
- 2013-2015: Javier Villanueva Barzelatto
- 2015-2021: Patricio Hernández Pérez
- 2022-2024: Patricia Bazán Cardemil[81]
- 2024-2025: Javier Villanueva Barzelatto, Patricio Hernández Pérez, María Eugenia Rencoret y Gianfranco Dazzarola Manríquez [82]
- 2025-presente: Patricio Hernández Pérez

### Directores de Producción
- 2003-2010: Fernando Manns Opazo
- 2011-2012: Alexis Ardines
- 2012-2013: Ignacio Eyzaguirre
- 2014-2024: Andrea Dell'Orto del Río
- 2025: Alfredo Ramírez Leigh
- 2025-presente: Juan Pablo González

### Directores de Área Dramática
- 1997-1999: Ricardo Miranda Miranda
- 2006-2007: José Luis Alcalde Peñafiel
- 2011-2013: Jimena Oto Carbonell
- 2014-presente: María Eugenia Rencoret Ríos

### Directores de Área Entretención
- 2014-2022: Ignacio Corvalán
- 2022-2025: Álex Hernández
- 2022-2025: Cesar Carreño
- 2025-presente: Carlos Valencia

## Controversias

### Otras controversias

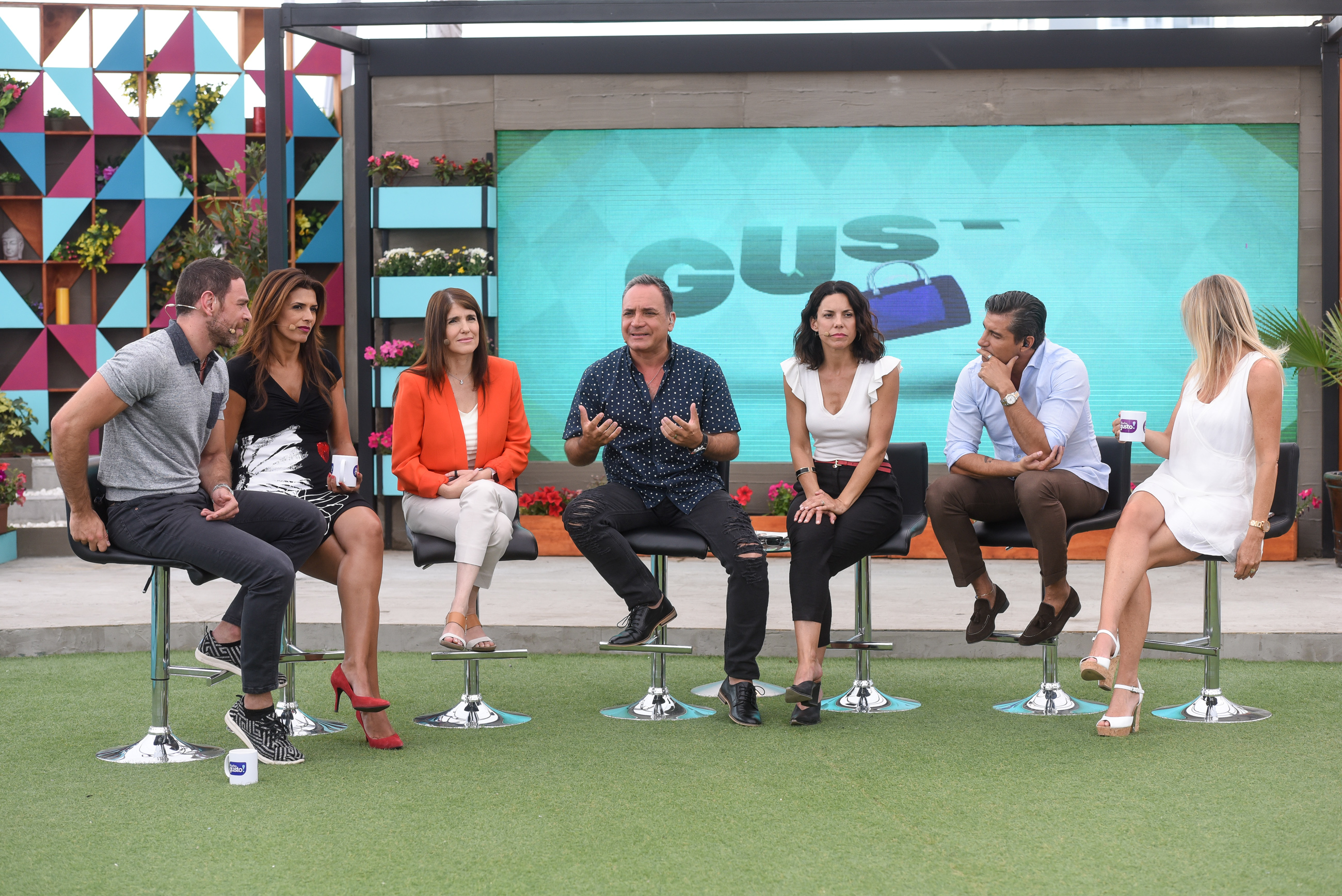
Matinal "Mucho Gusto" (2017)

Durante la conmemoración del Día Internacional de la Mujer el 8 de marzo de 2019, el departamento de prensa del canal fue criticado por el tratamiento y cobertura en sus informativos. Durante el noticiero de la tarde de ese día, Meganoticias Actualiza exhibió vídeos de un supuesto enfrentamiento en la Plaza Sotomayor de Valparaíso, haciéndolos pasar como una situación que se producía en vivo y en directo. Debido a la emisión de los contenidos, Mega recibió más de mil denuncias ante el Consejo Nacional de Televisión, siendo sancionado con una multa de 20 millones de pesos, una vez se admitió que las imágenes eran falsas.
Tras las protestas que comenzaron en octubre de 2019, el canal se vio envuelto en diversos acontecimientos que pusieron en duda el tratamiento editorial de los hechos derivados del estallido social. Ante esto, el 21 de octubre más de mil personas se concentraron en el frontis de la cadena, denunciando manipulación de la información sobre lo ocurrido en las protestas masivas. Desde el interior del canal, vigilantes privados lanzaron chorros de agua con mangueras para disolver a los manifestantes; durante la noche del 25 de octubre, los estudios del canal fueron atacados por manifestantes y se produjo un amago de incendio en el primer piso, tras el ingreso a las instalaciones de un cóctel molotov lanzado contra la fachada de la televisora. Durante octubre de ese año, Mega fue el canal con la mayor cantidad de denuncias ante el Consejo Nacional de Televisión. Esto ocasionó que dos de sus rostros generaran un fuerte rechazo en la población ante las diversas manifestaciones en el país. Mega decidió congelar temporalmente la participación de Patricia Maldonado en el matinal Mucho gusto, debido a su postura política pinochetista, y posteriormente fue desvinculada del canal, y Karol Dance presentó su renuncia a la estación tras ser acusado de degenerado por el movimiento feminista, manifestantes y en las redes sociales.